# Sharon Tavengwa
Sharon Tavengwa (Chirumanzu, 9 december 1983) is een Zimbabwaanse atlete, die zich heeft toegelegd op de lange afstanden. Ze nam eenmaal deel aan de Olympische Spelen. 

## Loopbaan

### Eerste veldloopresultaten
Aanvankelijk legde Tavengwa zich toe op het veldlopen. Zo nam zij in 2002 voor het eerst deel aan de wereldkampioenschappen veldlopen in Dublin, waar zij bij de junioren als 61e finishte. Drie jaar later was zij er op het WK veldlopen in Saint-Galmier opnieuw bij, ditmaal bij de senioren. Nu was een 77e plaats het eindresultaat. In 2007 was zij ten derden male van de partij op dit WK, dat in Mombassa plaatsvond. Het leverde haar met een 34e plaats haar beste resultaat in dit metier op.              

### Overstap naar de weg
Vervolgens stapte Sharon Tavengwa over op het hardlopen op de weg. In 2008 nam zij deel aan het wereldkampioenschap halve marathon in Rio de Janeiro, waar zij als 37e over de finish kwam, met een achterstand van bijna tien minuten op winnares Lornah Kiplagat. Een jaar later boekte zij een overwinning op de halve marathon van Tshwane; met haar winnende tijd van 1:15.54 vestigde de Zimbabwaanse een parcoursrecord. 

### Successen in Nederland
Tavengwa verscheen ook diverse malen aan de start van wedstrijden in Nederland. Zo werd zij in 2010 eerst derde in de halve marathon van Zwolle en later dat jaar vierde in de marathon van Eindhoven in 2:33.07, een PR-prestatie.
Twee jaar later was zij opnieuw in Nederland ter voorbereiding op de marathon tijdens de Olympische Spelen in Londen. Eerst werd zij in maart eerste bij de Venloop, een halve marathon, in 1:11.25, niet alleen een PR-prestatie, maar ook een Zimbabwaans record, waarna zij enkele weken later met een tijd van 2:35.26 ook zegevierde in de marathon van Utrecht. In Londen kreeg Tavengwa enkele maanden later echter last van een knieblessure en moest zij na 25 km opgeven.

### Knieblessure en zwangerschap
Nadien liep zij weliswaar nog enkele wedstrijden, maar haar knieproblemen verdwenen niet, reden waarom zijn in 2013 besloot om een rustperiode in haar wedstrijd- en trainingsprogramma in te plannen, teneinde haar knie in alle rust van de blessure te laten herstellen.
In 2011 trouwde Tavengwa met de Nederlandse oud-atleet Luc Krotwaar en ging in Eindhoven wonen. In 2013 bleek ze in verwachting.

## Persoonlijke records
| Onderdeel      | Prestatie    | Datum            | Plaats       |
| -------------- | ------------ | ---------------- | ------------ |
| 5000 m         | 16.01,78     | 18 juli 2007     | Algiers      |
| 5 km           | 16.21,6 (NR) | 15 juni 2008     | Maastricht   |
| 10 km          | 33.00 (NR)   | 11 augustus 2007 | Stellenbosch |
| 15 km          | 50.38 (NR)   | 25 maart 2012    | Venlo        |
| halve marathon | 1:11.25 (NR) | 25 maart 2012    | Venlo        |
| marathon       | 2:33.07      | 10 oktober 2010  | Eindhoven    |

## Palmares

### 10 km
- 2006:  Stadsloop Appingedam - 34.48
- 2009:  Stadsloop Appingedam - 33.43

### halve marathon
- 2008: 37e WK in Rio de Janeiro – 1:18.30
- 2009:  halve marathon van Tshwane – 1:15.54
- 2010:  halve marathon van Zwolle – 1:11.26
- 2012:  Venloop – 1:11.25

### marathon
- 2010: 6e marathon van Wenen - 2:36.22
- 2010: 4e marathon van Eindhoven – 2:33.07
- 2012:  marathon van Utrecht – 2:35.26
- 2012: DNF OS

### veldlopen
- 2002: 61e WK voor junioren in Dublin – 22.58
- 2005: 77e WK in Saint-Galmier – 31.37
- 2007: 34e WK in Mombasa – 29.45